# Bataille de la Ptérie
La bataille de la Ptérie (ca. 547 av. J.-C.) est un affrontement qui opposa des troupes lydiennes emmenées par le roi de Lydie Crésus, aux troupes perses. 
Les principales sources relatant cette bataille sont Hérodote, Diodore de Sicile et Polyen. 
Après la chute d'Ecbatane (capitale des Mèdes) aux mains de Cyrus II (ca. 550), Crésus, selon les dires d'Hérodote, partit en campagne contre le roi des Perses car : premièrement le roi lydien désirait venger son beau-frère (Astyage, le roi mède déchu); deuxièmement, il voulait annexer une nouvelle province à ses États; troisièmement il voulait arrêter la puissance perse tant qu'il en était encore temps.
Une fois en Cappadoce, Crésus prit la ville de Ptérie et ravagea ses alentours. Il en chassa également les Syriens qui ne lui avaient pourtant rien fait. 
Deux versions de la bataille s'opposent : celle d'Hérodote et Diodore de Sicile (ce dernier s'étant fortement inspiré d'Hérodote) et Polyen.
Pour Hérodote, la bataille fit rage jusqu'à la nuit mais aucun vainqueur ne fut désigné. Le lendemain, voyant que Cyrus n'attaquait pas, Crésus se replia sur sa capitale, Sardes.
Pour Polyen, il y eut un premier affrontement remporté par les Lydiens, s'ensuivit une trêve de 3 mois et ensuite une défaite lydienne. Crésus s'enfuyant après celle-ci vers sa capitale.
Une fois arrivé à Sardes, Crésus aurait fait appel à ses alliés babyloniens, égyptiens et spartiates.